# 2012 VV113
2012 VV113, também escrito como 2012 VV113, é um objeto transnetuniano (TNO) que está localizado no cinturão de Kuiper, uma região do Sistema Solar. Ele é classificado como um cubewano. O mesmo possui uma magnitude absoluta de 7,4 e tem um diâmetro com cerca de 146 km.

## Descoberta
2012 VV113 foi descoberto no dia 15 de novembro de 2012 pelo The Dark Energy Survey.

## Órbita
A órbita de 2012 VV113 tem uma excentricidade de 0,115 e possui um semieixo maior de 46,005 UA. O seu periélio leva o mesmo a uma distância de 40,737 UA em relação ao Sol e seu afélio a 51,273 UA.